# Arctornis virgamicruncus
Arctornis virgamicruncus är en fjärilsart som beskrevs av Holloway 1999. Arctornis virgamicruncus ingår i släktet Arctornis och familjen tofsspinnare. Inga underarter finns listade i Catalogue of Life.